# Prava osoba sa invaliditetom
Prava osoba sa invaliditetom imaju  svrhu  da promoviše, štiti i osiguraju puno i ravnopravno uživanje svih ljudskih prava i osnovnih sloboda od strane svih osoba sa invaliditetom i da promovišu poštovanje njihovog ugroženog dostojanstva.  Ova prava se odnose na sve osobe sa invaliditetom  koje imaju dugoročna fizička, mentalna, intelektualna ili senzorna oštećenja koja u sadejstvu sa različitim barijerama mogu otežati puno i efektivno učešće ovih osoba u društvu na osnovu jednakosti sa drugima. Ova prava su novina jer označava promenu paradigme – jer od osoba sa invaliditetom kao „objekata" lečenja, zaštite i dobročinstva (medicinski model) prelazi na koncept poštovanja prava; pa se osobe sa invaliditetom smatraju subjektima prava, a invaliditet socijalnim konceptom, a ne ličnom karakteristikom.   U tom smislu Države potpisnice Konvencije pravima osoba sa invaliditetom saglasile su se da svako ljudsko biće ima urođeno pravo na život ida će  preduzeti sve potrebne mere kako bi osigurale da osobe sa invaliditetom uživaju ovo pravo na jednakim osnovama sa drugima, uključujući zaštitu i bezbednost osoba sa invaliditetom i u situacijama rizika, koji uključuju oružane sukobe, vanredne humanitarne krizne situacije i prirodne katastrofe.
Konvencija o pravima osoba sa invaliditetom (akronim CRPD) ne daje definiciju invaliditeta, već umesto toga pruža širok opis koji treba da bude široko inkluzivan.
CRPD propisuje u članu 1 da „osobe sa invaliditetom“ obuhvataju „one koji imaju dugotrajna fizička, mentalna, intelektualna ili senzorna oštećenja koja u interakciji sa različitim preprekama mogu ometati njihovo puno i efektivno učešće u društvu na ravnopravnoj osnovi sa drugima“. . 1 Ovaj opis invaliditeta pomera fokus na društvene i ekološke barijere koje ometaju učešće pojedinca u društvu, a ne na oštećenja pojedinca.
Ovaj pristup invalidnosti naziva se “socijalni model” invaliditeta. “Socijalni model” prepoznaje da je isključenje osobe sa invaliditetom iz društva rezultat barijere ili smetnje sposobnosti pojedinca da u potpunosti učestvuje, a ne rezultat inherentne nesposobnosti pojedinca da učestvuje u društvu. Na primer, ako osoba ne može pristupiti zdravstvenoj ambulanti zbog svoje smetnje u kretanju, nije problem njegova/njena nemogućnost hodanja, već nedostatak pristupa klinici.

## Globalna prevalencija invaliditeta
Osobe sa invaliditetom čine značajan deo populacije širom sveta, ali su i dalje jedna od najmarginalizovanijih i najranjivijih populacija. Teško je dobiti tačne podatke o broju osoba sa invaliditetom širom sveta jer se pristupi merenju invaliditeta razlikuju od zemlje do zemlje i u skladu sa svrhom i primenom podataka.
Međutim, Svetska zdravstvena anketa – istraživanje domaćinstava licem u lice provedeno 2002. do 2004. u 59 zemalja – procenjuje da je oko 650 miliona odraslih osoba imalo invaliditet, pri čemu je oko 92 miliona tih odraslih osoba imalo vrlo značajne invalidnitete.
Istraživanje je takođe pokazalo da je pojava invaliditeta veća u zemljama sa niskim prihodima gde oko 18% stanovništva ima invaliditet, u poređenju sa zemljama sa visokim prihodima u kojima oko 11,8% stanovništva ima invaliditet.

## Definicije
Diskriminacija po osnovu invalidnosti - znači svako pravljenje razlike, isključivanje ili ograničavanje po osnovu invalidnosti čiji cilj ili posljedica jeste ograničavanje ili poništavanje priznanja, uživanja ili sprovoñenja svih ljudskih prava i osnovnih sloboda u oblastima politike, ekonomije, socijalnih, kulturnih, grañanskih prava i bilo kojoj drugoj oblasti. Diskriminacija uključuje sve oblike diskriminacije, uključujući uskraćivanje razumnih adaptacija;
Razumne adaptacije - jesu neophodne i odgovarajuće modifikacije i prilagoñavanja koje ne predstavljaju nesrazmjeran ili neprimjeren teret a potrebne su u konkretnim slučajevima kako bi se osobama sa invaliditetom garantovalo uživanje ili ostvarivanje svih ljudskih prava i osnovnih sloboda na jednakim osnovama;
Univerzalni dizajn -  predstavlja dizajniranje proizvoda, okruženja, programa i usluga tako da sva lica mogu u najvećoj mogućoj mjeri da ih koriste bez dodatnih adaptacija. Univerzalni dizajn  ne isključuje postojanje asistivnih sredstava i pomagala za odreñene kategorije osoba sa invaliditetom kada su im takva sredstva potrebna.
Komunikacija - obuhvata jezike, prikazivanje tekstova, Brajevo pismo, taktilnu komunikaciju, formate sa velikim slovima, pristupačne multimedije, kao i pisane, audio snimke, jednostavan jezik, ljudske čitače i augmentativne i alternativne oblike, sredstva i formate komunikacija, uključujući pristupačne informativne i komunikacijske tehnologije;
Jezik - obuhvata govorne i znakovne jezike i druge oblike neizgovorenih jezika.

## Osnovna načela  prava osoba sa invaliditetom
- Poštovanje ugroženog dostojanstva, individualne autonomije osoba sa invaliditetom, uključujući njihovo pravo da donose odluke o sopstvenim životima i samostalnosti tih osoba;
- Nediskriminacija;
- Puno i efektivno učešće i uključenost u sve sfere društvenog života;
- Poštovanje različitosti i prihvatanje osoba sa invaliditetom kao dijela ljudske vrste i raznovrsnosti ljudskog roda;
- Jednakost mogućnosti;
- Pristupačnost;
- Jednakost muškaraca i žena;
- Poštovanje razvijajućih kapaciteta dece sa invaliditetom i poštovanje prava te dece da očuvaju sopstveni identitet.

### Podizanje nivoa svesti o pitanjima invalidnosti
U cilju podizanje nivoa svesti o pitanjima invalidnosti sve države potpisnice Konvencije o pravima osoba sa invaliditetom preduzele su sledeće odgovarajuće efektivne mere: 
- Podizanja nivoa svesti o osobama sa invaliditetom u cijelom društvu, uključujući na nivou njihovih porodica, i promovisanja poštovanja prava i dostojanstva ovih osoba;
- Borbe protiv stereotipova, predrasuda o osobama sa invaliditetom i štetnih postupaka vezanih za ove osobe u svim oblastima života, uključujući one zasnovane na polu i uzrastu ;
- Podizanja nivoa svijesti o doprinosima i sposobnostima osoba sa invaliditetom.

Ove mere, između ostalog, uključuju i:
Pokretanje i održavanje efektivnih kampanja za podizanje nivoa svijesti javnosti usmjerenih na:
- Podsticanje prihvatanje prava osoba sa invaliditetom;
- Promovisanje pozitivnog gledanja na osobe sa invaliditetom i većeg stepena društvene svijesti o ovim osobama;
- Promovisanje veština, vrijednosti, sposobnosti i doprinosa osoba sa invaliditetom na radnom mjestu i tržištu rada;

Podizanje nivoa svesti kako bi se izgradio odnos poštovanja prema pravima osoba sa invaliditetom, uključujući rad sa djecom, počev od najranijeg uzrasta pa kroz sve nivoe obrazovnog sistema;
Podsticanje organa medija da prezentuju sliku o osobama sa invaliditetom koja bi bila u skladu sa ciljevima ove Konvencije;
Promovisanje programa treninga za podizanje nivoa svijesti o osobama sa invaliditetom i njihovim pravima.

## Konvencija o pravima osoba sa invaliditetom
Konvencija o pravima osoba sa invaliditetom je konvencija koju je usvojila Generalna skupština UN 13. decembra 2006. godine, a stupila na snagu 3. maja 2008. (desetak dana nakon pristupanja ili dvadesetog rata). Istovremeno sa Konvencijom, usvojen je i Fakultetski protokol uz nju, koji je stupio na snagu. Od novembra 2019. godine, 181 država UN, kao i Evropska unija su potpisnice ovu Konvenciju, a 96 država su potpisnice Fakultetskog protokola.
Stupanjem na snagu Konvencija je osnovana je Komitet za prava Osobe sa invaliditetom (prvobitno - sastavljen od 12 stručnjaka, u vezi sa donošenjem broja država članom od 80, prošireno na 18 ljudi, koji se odnosio na razmatranje) – savetovanje eno da razmatra izvještaje država potpisnica Konvencije, daje predlog i opšte preporuke o njima, kao i da razmatra izveštaj o kršenju Konvencije od strane države člana Protokola.

## Literatura
- Aleksandra Korać Graovac, Anica Čulo ; Konvencija o pravima osoba s invaliditetom - novi pristup shvaćanju prava osoba s duševnim smetnjama;Zbornik Pravnog fakulteta u Zagrebu, 61  (1):, 2011.

## Spoljašnje veze
- Водич кроз права особа са инвалидитетом Републикa Србијa Министарство за рад, запошљавање, борачка и социјална питања.
- Text of the Convention (HTML)
- Text of the Convention (accessible PDF)
- „List of parties”. Архивирано из оригинала 19. 08. 2012. г.
- Committee on the Rights of Persons with Disabilities - Official monitoring body
- UN Enable
- Procedural history note and audiovisual material on the Convention on the Rights of Persons with Disabilities in the Historic Archives of the United Nations Audiovisual Library of International Law